# Symphaster ximeniae
Symphaster ximeniae är en svampart som beskrevs av J.L. Bezerra, Drechsler-Santos & Jad. Pereira 2010. Symphaster ximeniae ingår i släktet Symphaster och familjen Asterinaceae.   Inga underarter finns listade i Catalogue of Life.